# Persone di nome Melanie
| Questa pagina contiene informazioni ricavate automaticamente dalle voci biografiche con l'ausilio del template Bio e di un bot. L'aggiornamento è periodico e automatico e ricostruisce completamente la pagina. Se manca una persona in questa lista, sei pregato di non aggiungerla, ma accertati piuttosto che la sua voce biografica contenga il template Bio e che i dati anagrafici siano correttamente compilati. Se il template Bio manca, inseriscilo tu stesso o, in alternativa, metti l'avviso {{tmp\|Bio}} che ne segnala la mancanza. Se i dati riportati sono sbagliati, correggi direttamente la voce biografica; le modifiche saranno visibili in questa lista entro pochi giorni. Per chiarimenti vedi il progetto antroponimi. La lista contiene solo le 64 persone che sono citate nell'enciclopedia e per le quali è stato implementato correttamente il template Bio. Pagina aggiornata al 22 lug 2025. |

Questa è una lista di persone presenti nell'enciclopedia che hanno il nome Melanie, suddivise per attività principale.

## Altiste(1)
- Melanie Melfort, ex altista tedesca (Hersbruck, n. 1982)

## Attrici(14)
- Melanie Chandra, attrice statunitense (Park Ridge, n. 1986)
- Melanie Chartoff, attrice e doppiatrice statunitense (New Haven, n. 1948)
- Mel Giedroyc, attrice, conduttrice televisiva e conduttrice radiofonica britannica (Londra, n. 1968)
- Melanie Green, attrice argentina (Rosario, n. 1988)
- Melanie Griffith, attrice statunitense (New York, n. 1957)
- Melanie La Barrie, attrice e cantante trinidadiana (Trinidad e Tobago, n. 1974)
- Melanie Leishman, attrice canadese (New York, n. 1989)
- Melanie Lynskey, attrice neozelandese (New Plymouth, n. 1977)
- Melanie Mayron, attrice e regista statunitense (Filadelfia, n. 1952)
- Melanie Nicholls-King, attrice canadese
- Melanie Scrofano, attrice canadese (Ottawa, n. 1982)
- Melanie Tonello, attrice canadese (Newmarket, n. 1991)
- Melanie Walters, attrice gallese (n. 1962)
- Melanie Zanetti, attrice australiana (Brisbane, n. 1985)

## Bobbiste(1)
- Melanie Hasler, bobbista svizzera (n. 1998)

## Calciatrici(5)
- Melanie Behringer, ex calciatrice tedesca (Hoogeveen, n. 1985)
- Melanie Fischer, calciatrice austriaca (n. 1986)
- Melanie Kuenrath, calciatrice italiana (Silandro, n. 1999)
- Melanie Leupolz, ex calciatrice tedesca (Wangen im Allgäu, n. 1994)
- Melanie Serrano, ex calciatrice spagnola (Siviglia, n. 1989)

## Canottiere(2)
- Melanie Kok, canottiera canadese (Thunder Bay, n. 1983)
- Melanie Wilson, canottiera britannica (Southampton, n. 1984)

## Cantanti(5)
- Melanie Amaro, cantante statunitense (Fort Lauderdale, n. 1992)
- Melanie Blatt, cantante britannica (Londra, n. 1975)
- Melanie Brown, cantante e attrice britannica (Leeds, n. 1975)
- Melanie Fronckowiak, cantante e attrice brasiliana (Araranguá, n. 1988)
- Melanie Thornton, cantante statunitense (Charleston, n. 1967 - Bassersdorf, † 2001)

## Cantautrici(4)
- Melanie Fiona, cantautrice canadese (Toronto, n. 1983)
- Melanie Martinez, cantautrice statunitense (New York, n. 1995)
- Melanie C, cantautrice britannica (Whiston, n. 1974)
- Melanie Safka, cantautrice statunitense (New York, n. 1947 - Nashville, † 2024)

## Cestiste(2)
- Melanie Beier, ex cestista tedesca (Berlino Ovest, n. 1957)
- Mel Thomas, ex cestista statunitense (Cincinnati, n. 1985)

## Danzatrici(1)
- Melanie Moore, ballerina e attrice statunitense (n. 1991)

## Giocatrici di curling(1)
- Melanie Barbezat, giocatrice di curling svizzera (Bienne, n. 1991)

## Giocatrici di softball(1)
- Melanie Roche, giocatrice di softball australiana (Bankstown, n. 1970)

## Insegnanti(1)
- Melanie Mitchell, insegnante statunitense

## Lunghiste(1)
- Melanie Bauschke, lunghista tedesca (Berlino, n. 1988)

## Modelle(1)
- Melanie Winiger, modella e attrice svizzera (Zurigo, n. 1979)

## Nobildonne(1)
- Melanie von Metternich-Winneburg, nobildonna austriaca (Vienna, n. 1832 - Vienna, † 1919)

## Nuotatrici(3)
- Melanie Margalis, nuotatrice statunitense (n. 1991)
- Melanie Marshall, ex nuotatrice britannica (Boston, n. 1982)
- Melanie Schlanger, ex nuotatrice australiana (Nambour, n. 1986)

## Politiche(2)
- Melanie Mettler, politica svizzera (Berna, n. 1977)
- Melanie Stansbury, politica statunitense (Farmington, n. 1979)

## Psicoanaliste(1)
- Melanie Klein, psicoanalista austriaca (Vienna, n. 1882 - Londra, † 1960)

## Psicologhe(1)
- Melanie Joy, psicologa e scrittrice statunitense (n. 1966)

## Saltatrici con gli sci(1)
- Melanie Faißt, ex saltatrice con gli sci tedesca (Titisee-Neustadt, n. 1990)

## Sciatrici alpine(2)
- Melanie Meilinger, ex sciatrice alpina e sciatrice freestyle austriaca (Schwarzach im Pongau, n. 1991)
- Melanie Schöffmann, ex sciatrice alpina austriaca (n. 1975)

## Slittiniste(1)
- Melanie Schwarz, slittinista italiana (Silandro, n. 1989)

## Snowboarder(1)
- Melanie Hochreiter, snowboarder tedesca (Berchtesgaden, n. 1996)

## Tennistavoliste(1)
- Melanie Díaz, tennistavolista portoricana (n. 1996)

## Tenniste(5)
- Melanie Klaffner, tennista austriaca (Waidhofen an der Ybbs, n. 1990)
- Melanie Oudin, ex tennista statunitense (Marietta, n. 1991)
- Melanie Schnell, ex tennista austriaca (Radstadt, n. 1977)
- Melanie South, ex tennista britannica (Kingston upon Thames, n. 1986)
- Melanie Stokke, tennista norvegese (Nordstrand, n. 1996)

## Tiratrici a volo(1)
- Melanie Couzy, tiratrice a volo francese (Romorantin-Lanthenay, n. 1990)

## Velociste(1)
- Melanie Paschke, ex velocista tedesca (Braunschweig, n. 1970)

## Wrestler(1)
- Melanie Cruise, wrestler statunitense (Chicago, n. 1986)

## Senza attività specificata(2)
- Melanie Palenik, ex sciatrice freestyle statunitense (Windsor, n. 1966)
- Melanie Skillman, ex arciera statunitense (Reading, n. 1954)